# Alliance of Digital Humanities Organizations
Die Alliance of Digital Humanities Organizations (ADHO) ist eine 2005 gegründete Dachorganisation, um die Aktivitäten mehrerer regionaler Digital-Humanities-Organisationen zu koordinieren, die als konstituierende Organisationen bezeichnet werden.

## Mitglieder
Zu den konstituierenden Organisationen von ADHO gehören:
- die Association for Computers and the Humanities[2] (ACH),
- die Australasian Association for Digital Humanities[3] (aaDH),
- die Canadian Society for Digital Humanities[4] (CSDH/SCHN) (seit 2007),
- centerNet (seit 2012[5]),[6]
- die Digital Humanities Alliance for research and teaching innovations (DHARTI)[7] aus Indien,
- die Digital Humanities Association of Southern Africa[8] (DHASA),
- die Digital Humanities im deutschsprachigen Raum[9] (DHd),
- die European Association for Digital Humanities[10] (EADH),
- Humanistica[11] (seit 2016[12]), die französischsprachige Vereinigung für Digital Humanities,
- die Japanese Association for Digital Humanities[13] (JADH) (seit 2013),
- die Korean Association for Digital Humanities[14] (한국디지털인문학협의회, KADH),
- Red de Humanidades Digitales[15],
- und die Taiwanese Association for Digital Humanities[16] (TADH) (seit 2017).

## Geschichte
Die Bemühungen zur Gründung der Allianz begannen 2002 in Tübingen, auf der ALLC/ACH-Konferenz: Ein Lenkungsausschuss wurde auf dem ALLC/ACH-Treffen 2004 in Göteborg, Schweden, ernannt, und die Exekutivkomitees der ACH und der Association for Literary and Linguistic Computing (ALLC) genehmigten 2005 in Victoria die Governance- und Konferenzprotokolle.
2013 erlangte ADHO den rechtlichen Status als Stiftung (Stichting ADHO Foundation) in den Niederlanden.

## Ziele
Die Ziele der ADHO sind die Förderung und Unterstützung digitaler Forschung und Lehre in den Geisteswissenschaften. Sie vereint Forscherinnen und Forscher, die sich mit digitaler und computerbasierter Forschung, Lehre, Erstellung und Verbreitung in verschiedenen geisteswissenschaftlichen Disziplinen befassen.
ADHO unterstützt Initiativen für Publikation, Präsentation, Zusammenarbeit und Weiterbildung und erkennt herausragende Leistungen auf diesen Gebieten an.

### Konferenzen
Die Allianz organisiert eine gemeinsame jährliche Konferenz, unter dem Namen DH-Konferenz.
| Jahr | Ort                                                                      | Datum                   | Link   | Anmerkungen                       |
| ---- | ------------------------------------------------------------------------ | ----------------------- | ------ | --------------------------------- |
| 1990 | Universität Siegen, Siegen, Deutschland                                  | 4.–9. Juni 1990         | [ 20 ] |                                   |
| 1991 | Arizona State University, Tempe, Arizona, USA                            | 17.–21. März 1991       | [ 21 ] |                                   |
| 1992 | Universität Oxford, Oxford, England                                      | 5.–9. April 1992        | [ 22 ] |                                   |
| 1993 | Georgetown University, Washington, D.C., USA                             | 16.–19. Juni 1993       | [ 23 ] |                                   |
| 1994 | Sorbonne, Paris, Frankreich                                              | 19.–23. Juli 1994       | [ 24 ] |                                   |
| 1995 | University of California, Santa Barbara, Santa Barbara, Kalifornien, USA | 11.–15. Juli 1995       | [ 25 ] |                                   |
| 1996 | Universität Bergen, Bergen, Norwegen                                     | 25.–29. Juni 1996       | [ 26 ] |                                   |
| 1997 | Queen’s University, Kingston, Ontario, Kanada                            | 3.–7. Juni 1997         | [ 27 ] |                                   |
| 1998 | Lajos Kossuth Universität, Debrecen, Ungarn                              | 5.–10. Juli 1998        | [ 28 ] |                                   |
| 1999 | University of Virginia, Charlottesville, Virginia, USA                   | 9.–13. Juni 1999        | [ 29 ] |                                   |
| 2000 | University of Glasgow, Glasgow, Schottland, UK                           | 21.–25. Juli 2000       | [ 30 ] |                                   |
| 2001 | New York University, New York, USA                                       | 13.–16. Juli 2001       | [ 31 ] |                                   |
| 2002 | Universität Tübingen, Tübingen, Deutschland                              | 23.–28. Juli 2002       | [ 32 ] |                                   |
| 2003 | University of Georgia, Athens, Georgia, USA                              | 29. Mai – 2. Juni 2003  | [ 33 ] |                                   |
| 2004 | Universität Göteborg, Göteborg, Schweden                                 | 11.–16. Juni 2004       | [ 34 ] |                                   |
| 2005 | University of Victoria, Victoria, British Columbia, Kanada               | 15.–18. Juni 2005       | [ 35 ] |                                   |
| 2006 | Sorbonne, Paris, Frankreich                                              | 5.–9. Juli 2006         | [ 36 ] |                                   |
| 2007 | University of Illinois at Urbana-Champaign, Urbana, Illinois, USA        | 2.–8. Juni 2007         | [ 37 ] |                                   |
| 2008 | Universität Oulu, Oulu, Finnland                                         | 25.–29. Juni 2008       | [ 38 ] |                                   |
| 2009 | University of Maryland, College Park, College Park, Maryland, USA        | 22.–25. Juni 2009       | [ 39 ] |                                   |
| 2010 | King’s College London, London, UK                                        | 7.–10. Juli 2010        | [ 40 ] |                                   |
| 2011 | Stanford University, Stanford, Kalifornien, USA                          | 19.–22. Juni 2011       | [ 41 ] |                                   |
| 2012 | Universität Hamburg, Hamburg, Deutschland                                | 16.–22. Juli 2012       | [ 42 ] |                                   |
| 2013 | University of Nebraska-Lincoln, Lincoln, Nebraska, USA                   | 16.–19. Juli 2013       | [ 43 ] |                                   |
| 2014 | Universität Lausanne, EPFL, Lausanne, Schweiz                            | 7.–12. Juli 2014        | [ 44 ] |                                   |
| 2015 | Western Sydney University, Sydney, Australien                            | 29. Juni – 3. Juli 2015 | [ 45 ] |                                   |
| 2016 | Jagiellonen-Universität, Krakau, Polen                                   | 11.–16. Juli 2016       | [ 46 ] |                                   |
| 2017 | McGill University und Université de Montréal, Montreal, Kanada           | 8.–11. August 2017      | [ 47 ] |                                   |
| 2018 | El Colegio de México, Universidad Nacional Autónoma de México (UNAM)     | 24.–30. Juni 2018       | [ 48 ] |                                   |
| 2019 | Universität Utrecht, Utrecht, Niederlande                                | 9.–12. Juli 2019        | [ 49 ] |                                   |
| 2020 | Carleton University und University of Ottawa, Ottawa, Kanada             | 22.–24. Juli 2020       | [ 50 ] | Virtuelle Konferenz               |
| 2021 | Regionale Konferenzen                                                    |                         | [ 52 ] | Mehrere regionale Veranstaltungen |
| 2022 | Universität Tokyo, Tokio, Japan                                          | 25.–29. Juli 2022       | [ 53 ] |                                   |
| 2023 | Universität Graz, Graz, Österreich                                       | 10.–14. Juli 2023       | [ 54 ] |                                   |
| 2024 | George Mason University, Washington, D.C., USA                           | 6.–9. August 2024       | [ 55 ] |                                   |
| 2025 | Universidade Nova de Lisboa, Lissabon, Portugal                          | 15.–18. Juli 2025       | [ 56 ] | Zukünftige Konferenz              |

### Special Interest Groups (SIGs)
ADHO unterstützt Special Interest Groups (SIGs), die den Austausch von Ideen zu neuen und innovativen Themen fördern. Zu den aktuellen SIGs gehören:
- AVinDH[57] für audiovisuelle Materialien und deren Einsatz in den Digital Humanities
- GO::DH,[58] oder Global Outlook:: Digital Humanities, um die globale Kommunikation und Zusammenarbeit zu fördern
- GeoHumanities[59] für geografisch orientierte Perspektiven, die auch zeitlich verknüpft sein können
- Libraries and Digital Humanities
- Linked Open Data[60] zur Vernetzung der DH-Forscher und der Semantic-Web-Community

### Begutachtete Zeitschriften
- DSH: Digital Scholarship in the Humanities,[61] (ehemals Literary and Linguistic Computing), eine Print-Zeitschrift, die von Oxford University Press veröffentlicht wird.
- Digital Studies / Le champ numérique,[62] eine Open-Access, begutachtete elektronische Zeitschrift der CSDH/SCHN, gegründet 2008.[63]
- Digital Humanities Quarterly, eine Open-Access, begutachtete elektronische Zeitschrift von ADHO.
- DH Commons,[64] eine Open-Access, begutachtete elektronische Zeitschrift von centerNet.
- Humanités numériques,[65] eine Open-Access, begutachtete elektronische Zeitschrift von Humanistica.
- Journal of the Text Encoding Initiative,[66] die offizielle Zeitschrift des TEI Consortiums.
- Journal of Digital Archives and Digital Humanities,[67] eine Open-Access, begutachtete elektronische Zeitschrift von TADH.

### Eingestellte Zeitschriften
- Computers in the Humanities Working Papers,[68] eine Online-Preprint-Publikation, die an der University of Toronto gehostet wurde,[69] veröffentlicht von 1990 bis 2009.
- Text Technology,[70] eine kostenlose elektronische Zeitschrift, die von der McMaster University von 2004 bis 2007[71] veröffentlicht wurde.

### Auszeichnungen
Der Roberto Busa Prize ehrt führende Persönlichkeiten im Bereich der computergestützten Geisteswissenschaften und wird zu Ehren des italienischen Paters Roberto Busa vergeben, der 1998 in Debrecen die erste Auszeichnung erhielt.
Zu den weiteren Preisträgern gehören:
- John Burrows (Australien) (2001 in New York)
- Susan Hockey (UK) (2004 in Göteborg, Schweden)
- Wilhelm Ott (Deutschland) (2007 in Champaign-Urbana, Illinois, USA)
- Joseph Raben (USA) (2010, King’s College London, UK)
- Willard McCarty (Kanada) (2013, University of Nebraska, USA)
- Helen Agüera (USA) (2016 in Krakau, Polen)[74]

Der Antonio Zampolli Prize wird alle drei Jahre an ein bedeutendes Projekt oder für eine herausragende Leistung verliehen.
Der Paul Fortier Prize wird für das beste Paper eines Nachwuchswissenschaftlers auf der jährlichen Digital Humanities-Konferenz verliehen.
Der Lisa Lena Opas-Hanninen Young Scholar Prize zeichnet einen jungen Wissenschaftler für seine Arbeit oder seinen Beitrag zur Nutzung digitaler Technologien auf einer geisteswissenschaftlichen Konferenz aus.